# Чемпіонат світу з футболу 2026 (кваліфікаційний раунд, УЄФА, група K)
Група K кваліфікації УЄФА Чемпіонату світу з футболу 2026 — одна з 12 груп УЄФА у  кваліфікації чемпіонату світу для визначення команд, які пройдуть до чемпіонату світу 2026. Група K складається з 5 команд: Англії, Сербії, Албанії, Латвії та Андорри. Команди зіграють одна з одною вдома та на виїзді за круговою системою.
Матчі відбуваються з 21 березня по 16 листопада 2025 року.
Переможець групи потрапить напряму до чемпіонату світу, а 2-е місце пройде до другого раунду (плей-оф).

## Турнірна таблиця
| Поз | Команда | І | В | Н | П | ГЗ | ГП | РГ | О | Кваліфікація                         |       | Англія | Албанія | Латвія | Сербія | Андорра |
| --- | ------- | - | - | - | - | -- | -- | -- | - | ------------------------------------ | ----- | ------ | ------- | ------ | ------ | ------- |
| 1   | Англія  | 2 | 2 | 0 | 0 | 5  | 0  | +5 | 6 | Кваліфікація на чемпіонат світу 2026 |       | —      | 2–0     | 3–0    | 13 лис | 6 вер   |
| 2   | Албанія | 2 | 1 | 0 | 1 | 3  | 2  | +1 | 3 | Вихід до плей-оф                     |       | 16 лис | —       | 9 вер  | 7 чер  | 3–0     |
| 3   | Латвія  | 2 | 1 | 0 | 1 | 1  | 3  | −2 | 3 |                                      |       | 14 жов | 10 чер  | —      | 6 вер  | 11 жов  |
| 4   | Сербія  | 0 | 0 | 0 | 0 | 0  | 0  | 0  | 0 |                                      | 9 вер | 11 жов | 16 лис  | —      | 10 чер |         |
| 5   | Андорра | 2 | 0 | 0 | 2 | 0  | 4  | −4 | 0 |                                      | 7 чер | 13 лис | 0–1     | 14 жов | —      |         |

## Матчі
| 21 березня 2025 20:45 |

| Андорра | 0–1                             | Латвія   |
| ------- | ------------------------------- | -------- |
|         | Протокол (FIFA) Протокол (UEFA) | Шитс 58' |

| Естаді Насьйональ, Андорра-ла-Велья Глядачів: 957 Арбітр: Георгій Круашвілі (Грузія) |

| 21 березня 2025 20:45 (19:45 UTC+0) |

| Англія                        | 2–0                             | Албанія |
| ----------------------------- | ------------------------------- | ------- |
| - Льюїс-Скеллі 20' - Кейн 77' | Протокол (FIFA) Протокол (UEFA) |         |

| Вемблі, Лондон Глядачів: 82 378 Арбітр: Алехандро Ернандес Ернандес (Іспанія) |

| 24 березня 2025 20:45 |

| Албанія                   | 3–0                             | Андорра |
| ------------------------- | ------------------------------- | ------- |
| Манай 9', 19' Узуні 90+2' | Протокол (FIFA) Протокол (UEFA) |         |

| Арена Комбетаре, Тирана Глядачів: 17 183 Арбітр: Себастьян Гісхамер (Австрія) |

| 24 березня 2025 20:45 (19:45 UTC+0) |

| Англія                      | 3–0                             | Латвія |
| --------------------------- | ------------------------------- | ------ |
| Джеймс 38' Кейн 68' Езе 76' | Протокол (FIFA) Протокол (UEFA) |        |

| Вемблі, Лондон Глядачів: 79 572 Арбітр: Орель Грінфельд (Ізраїль) |

| 7 червня 2025 18:00 |

| Андорра | 0–1                             | Англія   |
| ------- | ------------------------------- | -------- |
|         | Протокол (FIFA) Протокол (UEFA) | Кейн 50' |

| Естаді-Корнелья-Ель-Прат, Барселона (Іспанія) Глядачів: 8 872 Арбітр: Ігор Паяч (Хорватія) |

| 7 червня 2025 20:45 |

| Албанія | 0–0                             | Сербія |
| ------- | ------------------------------- | ------ |
|         | Протокол (FIFA) Протокол (UEFA) |        |

| Арена Комбетаре, Тирана Глядачів: 20 427 Арбітр: Давіде Масса (Італія) |

| 10 червня 2025 20:45 (21:45 UTC+3) |

| Латвія               | 1–1                             | Албанія                 |
| -------------------- | ------------------------------- | ----------------------- |
| - Черномордійс 45+4' | Протокол (FIFA) Протокол (UEFA) | - Черномордійс 29' (аг) |

| Сконто, Рига Глядачів: 6 083 Арбітр: Халіл Умут Мелер (Туреччина) |

| 10 червня 2025 20:45 |

| Сербія                           | 3–0                             | Андорра |
| -------------------------------- | ------------------------------- | ------- |
| А. Митрович 12', 24', 53' (пен.) | Протокол (FIFA) Протокол (UEFA) |         |

| Дубочица, Лесковац Глядачів: 7 576 Арбітр: Аліяр Агаєв (Азербайджан) |

| 6 вересня 2025 15:00 (16:00 UTC+3) |

| Латвія | —                               | Сербія |
| ------ | ------------------------------- | ------ |
|        | Протокол (FIFA) Протокол (UEFA) |        |

| Даугава, Рига |

| 6 вересня 2025 18:00 (17:00 UTC+1) |

| Англія | —                               | Андорра |
| ------ | ------------------------------- | ------- |
|        | Протокол (FIFA) Протокол (UEFA) |         |

| Вілла Парк, Бірмінгем |

| 9 вересня 2025 20:45 |

| Албанія | —                               | Латвія |
| ------- | ------------------------------- | ------ |
|         | Протокол (FIFA) Протокол (UEFA) |        |

|  |

| 9 вересня 2025 20:45 |

| Сербія | —                               | Англія |
| ------ | ------------------------------- | ------ |
|        | Протокол (FIFA) Протокол (UEFA) |        |

|  |

| 11 жовтня 2025 15:00 (16:00 UTC+3) |

| Латвія | —                               | Андорра |
| ------ | ------------------------------- | ------- |
|        | Протокол (FIFA) Протокол (UEFA) |         |

|  |

| 11 жовтня 2025 20:45 |

| Сербія | —                               | Албанія |
| ------ | ------------------------------- | ------- |
|        | Протокол (FIFA) Протокол (UEFA) |         |

|  |

| 14 жовтня 2025 20:45 |

| Андорра | —                               | Сербія |
| ------- | ------------------------------- | ------ |
|         | Протокол (FIFA) Протокол (UEFA) |        |

|  |

| 14 жовтня 2025 20:45 (21:45 UTC+3) |

| Латвія | —                               | Англія |
| ------ | ------------------------------- | ------ |
|        | Протокол (FIFA) Протокол (UEFA) |        |

|  |

| 13 листопада 2025 20:45 |

| Андорра | —                               | Албанія |
| ------- | ------------------------------- | ------- |
|         | Протокол (FIFA) Протокол (UEFA) |         |

|  |

| 13 листопада 2025 20:45 (19:45 UTC+0) |

| Англія | —                               | Сербія |
| ------ | ------------------------------- | ------ |
|        | Протокол (FIFA) Протокол (UEFA) |        |

|  |

| 16 листопада 2025 18:00 |

| Албанія | —                               | Англія |
| ------- | ------------------------------- | ------ |
|         | Протокол (FIFA) Протокол (UEFA) |        |

|  |

| 16 листопада 2025 18:00 |

| Сербія | —                               | Латвія |
| ------ | ------------------------------- | ------ |
|        | Протокол (FIFA) Протокол (UEFA) |        |

|  |

## Бомбардири
Забито 15 голів у 8 матчах, у середньому 1,88 гола за гру.
3 голи
- Гаррі Кейн
- Александар Митрович

2 голи
- Рей Манай

1 гол
- Мирто Узуні
- Еберечі Езе
- Ріс Джеймс
- Майлз Льюїс-Скеллі
- Антонійс Черномордійс
- Даріо Шитс

1 автогол
- Антонійс Черномордійс (проти Албанії)